# Шатр (Сена и Марна)
Шатр (фр. Châtres) је насељено место у Француској у региону Париски регион, у департману Сена и Марна.
По подацима из 2011. године у општини је живело 593 становника, а густина насељености је износила 39,19 становника/km².

## Демографија
| 1962. | 1968. | 1975. | 1982. | 1990. | 2011. |
| ----- | ----- | ----- | ----- | ----- | ----- |
| 237   | 179   | 283   | 494   | 530   | 593   |